# Ammenäs
Ammenäs är en tätort i Uddevalla kommun i mellersta Bohuslän. Den är belägen vid Byfjordens utlopp i Havstensfjorden, 15 km sydväst om centrala Uddevalla, strax intill Uddevallabrons södra fäste.
Ammenäs var under en period ett sommarstugeområde som har förtätats och kommit att alltmer permanentbebos.

## Befolkningsutveckling
| Befolkningsutvecklingen i Ammenäs 1980–2020 | Befolkningsutvecklingen i Ammenäs 1980–2020 | Befolkningsutvecklingen i Ammenäs 1980–2020 | Befolkningsutvecklingen i Ammenäs 1980–2020 | Befolkningsutvecklingen i Ammenäs 1980–2020 |
| ------------------------------------------- | ------------------------------------------- | ------------------------------------------- | ------------------------------------------- | ------------------------------------------- |
|                                             |                                             |                                             |                                             |                                             |
| År                                          |                                             |                                             | Folkmängd                                   | Areal (ha)                                  |
| 1980                                        | 1980                                        |                                             | 221                                         |                                             |
| 1990                                        | 1990                                        |                                             | 324                                         | 151                                         |
| 1995                                        | 1995                                        |                                             | 376                                         | 151                                         |
| 2000                                        | 2000                                        |                                             | 386                                         | 151                                         |
| 2005                                        | 2005                                        |                                             | 494                                         | 151                                         |
| 2010                                        | 2010                                        |                                             | 544                                         | 150                                         |
| 2015                                        | 2015                                        |                                             | 563                                         | 148                                         |
| 2020                                        | 2020                                        |                                             | 630                                         | 149                                         |
| Anm.: Ny tätort 1980                        |                                             |                                             |                                             |                                             |